# Slide Away
Slide Away ist ein Lied der US-amerikanischen Popsängerin Miley Cyrus, das am 16. August 2019 unter dem Plattenlabel RCA Records erschien. Das Lied wurde von Miley Cyrus, Alma und den Produzenten Andrew Wyatt und Mike Will Made It geschrieben.

## Hintergrund
Das Lied Slide Away wurde nur wenige Tage nach Cyrus’ Trennung von ihrem Ehemann Liam Hemsworth veröffentlicht und wird aufgrund des Liedtextes oft mit dieser in Verbindung gebracht. Die Zeile “move on, we’re not seventeen / I’m not who I used to be” bezieht sich auf das Kennenlernen zwischen Cyrus und Hemsworth am Set des Films Mit Dir an meiner Seite, während sich die Zeile “so won’t you slide away / back to the ocean, I’ll go back to the city lights” auf Cyrus’ Leben in Los Angeles und Hemsworth’ Vorliebe zum Surfen in dessen Heimat Australien bezieht.

## Musikvideo
Das Musikvideo zu Slide Away wurde am 6. September 2019 veröffentlicht. Es enthält Szenen, in denen Cyrus sich auf einer Hausparty befindet, sowohl zwischen den anderen Partygästen als auch unter Wasser in dem zum Haus gehörenden Pool. Häufig wurde das Musikvideo mit Cyrus’ Video zu ihrer Single We Cant’ Stop aus dem Jahr 2013 verglichen, das ebenfalls von Cyrus auf einer Hausparty handelte. Im Musikvideo zu Slide Away wirkt Cyrus jedoch abwesend und unzufrieden, was im Musikvideo zu We Can’t Stop anders war.

## Liveauftritte
Cyrus trat mit Slide Away erstmals am 26. August 2019 bei den MTV Video Music Awards 2019 in Newark auf. Der Auftritt war überraschend, da Cyrus zuvor im Juli 2019 angab, nicht bei der Preisverleihung aufzutreten. Cyrus wurde bei dem Auftritt von einem Streichorchester begleitet. Die Übertragung des Auftritts erfolgte in schwarz-weiß.
Anschließend sang Cyrus das Lied beim iHeart Radio Music Festival 2019 in Las Vegas. Am 1. September 2020 trat Cyrus unter anderem mit Slide Away in der Live Lounge von BBC Radio 1 auf.

## Rezensionen
Bonnie Stiernberg von Billboard beschrieb das Lied als „dreieinhalb Minuten emotionaler Selbstreflektion, welche die Dramen in ihrem eigenen Leben widerzuspielen scheinen“. Brittany Vincent von MTV News erklärte, dass es „schwer sei, den Herzschmerz zu leugnen“ in Bezug auf den Liedtext, aber beschrieb „die Schönheit der Akzeptanz“ als positiv. Vulture nannte Slide Away in deren Liste der besten Lieder des Jahres 2019, die bis September desselben Jahres veröffentlicht wurden.

## Kommerzieller Erfolg

### Chartplatzierungen
| ChartsChartplatzierungen       | Höchstplatzierung | Wochen |
| ------------------------------ | ----------------- | ------ |
| Deutschland (GfK)              | 67 (3 Wo.)        | 3      |
| Österreich (Ö3)                | 49 (4 Wo.)        | 4      |
| Schweiz (IFPI)                 | 20 (8 Wo.)        | 8      |
| Vereinigte Staaten (Billboard) | 47 (6 Wo.)        | 6      |
| Vereinigtes Königreich (OCC)   | 40 (9 Wo.)        | 9      |

### Auszeichnungen für Musikverkäufe
| Land/Region                  | Auszeichnungen für Musikverkäufe (Land/Region, Auszeichnung, Verkäufe) | Verkäufe |
| ---------------------------- | ---------------------------------------------------------------------- | -------- |
| Australien (ARIA)            | 3× Platin                                                              | 210.000  |
| Brasilien (PMB)              | 2× Platin                                                              | 80.000   |
| Dänemark (IFPI)              | Gold                                                                   | 45.000   |
| Kanada (MC)                  | Gold                                                                   | 40.000   |
| Mexiko (AMPROFON)            | Gold                                                                   | 30.000   |
| Neuseeland (RMNZ)            | 2× Platin                                                              | 60.000   |
| Norwegen (IFPI)              | Gold                                                                   | 30.000   |
| Polen (ZPAV)                 | Gold                                                                   | 25.000   |
| Vereinigtes Königreich (BPI) | Silber                                                                 | 200.000  |
| Insgesamt                    | 1× Silber · 5× Gold · 7× Platin ·                                      | 720.000  |

Hauptartikel: Miley Cyrus/Auszeichnungen für Musikverkäufe